# Marta Nael
Marta Nael es una ilustradora española, nacida el 26 de agosto de 1988 en Barcelona, España) 
Ha colaborado con diferentes publicaciones internacionales como Exotique (Ballistic Publishing), ImagineFX (Future Publishing ltd), o Advanced Photoshop (Imagine Publishing).
En España publica actualmente en Ediciones Babylon, estando habitualmente presente en eventos relacionados con el cómic y la ilustración, como Salón del Cómic de Barcelona, Salón del Manga de Barcelona, ExpoManga Madrid o Salón del Manga de Alicante.
En sus creaciones, habitualmente de fantasía, prima el tratamiento del color, siendo una experta en juegos de luces y colores, y usando su propia técnica a la que ella misma ha bautizado como "Impresionismo Digital".

## Estudios
- Jesuïtes de Casp. Sagrat Cor de Jesús (Barcelona) (1994 – 2006)
- Master en Diseño / Creación Digital, en Escola Joso Barcelona (2009)
- Licenciada en Bellas Artes en la Universidad de Barcelona en el año 2010.

## Obra

### Libros publicados
- Impressions, The Art of Marta Nael (2012) (por Ediciones Babylon)
- Lux, A Clash of Light and Color (2013) (por Ediciones Babylon)

### Carteles para eventos
- 2013 - Coautora del cartel de ExpoManga Madrid 2013 en colaboración con Dani Alarcón y Henar Torinos
- 2014 - Coautora del cartel de Salón del Manga de Alicante 2014 en colaboración con Jorge Monreal (Cocoaspen)

### Portadas de libros
- Los templos de Syrinx, de Miguel Ángel Cabo (2010) (Ediciones Babylon)
- La otra cara del espejo, de Laura López Alfranca (2012) (Ediciones Babylon)
- Veneno de escorpión, de Leandro Pinto (2013) (Ediciones Babylon)
- Juegos de amor, de Nut (2013) (Ediciones Babylon)
- Prime - The digital art collection (2013) (3d Total Publishing)

### Apariciones en revistas o recopilatorios
- 2010 - Aparición en libro recopilatorio Exotique (Ballistic Publishing)
- 2010 - Aparición en 2d Artist Magazine (3DTotal Publishing)
- 2011 - Workshop en el libro Digital Art Masters V (3DTotal Publishing)
- 2011 - Workshop en Advanced Photoshop Magazine (Imagine Publishing)
- 2012 - Aparición en Artbook CFSL.NET 06 (CFSL Ink)
- 2012 - Aparición en S Artbook – Spanish Compilation (Ediciones Babylon)
- 2013 - Workshop en ImagineFX 88 (incluyendo la imagen de portada) (Future Publishing Ltd.)
- 2013 - Aparición en el libro Sketching from the Imagination (3D Total Publishing)

## Premios
- Premio ImagineFX Rising Stars Awards 2011[1]
- Mejor Ilustrador Español ExpoManga Madrid 2012[2]